# Серп и молот (завод, Харьков)
Ха́рьковский моторострои́тельный заво́д «Серп и мо́лот» (до 1922 года — завод «Гельферих-Саде») — ныне полностью снесённое крупное предприятие сельскохозяйственного машиностроения в Харькове, являлось одним из важнейших предприятий харьковской промышленности и одним из самых крупных предприятий сельскохозяйственных машин в Российской империи и СССР.

## История

### 1881—1917
Завод был основан в 1881 году и в 1882 году начал выпуск продукции.
В 1895 году завод был преобразован в акционерное общество, производившее плуги, бороны и иной сельскохозяйственный инвентарь, и получил новое наименование: завод земледельческих машин Товарищества «М. Гельферих-Саде» в Харькове. Основателем и владельцем завода был Макс Гельферих — немецкий предприниматель.
1 — 3 мая 1900 года рабочие завода принимали участие в харьковской маевке.
Рабочие завода принимали участие в революции 1905 года. На заводе были сформированы рабочие дружины, 12 (25) декабря 1905 года началось вооружённое выступление, в подавлении которого участвовали войска и артиллерия. В результате артиллерийского обстрела обрушилась одна из стен завода.
В 1911 году на заводе работали 1480 человек.
К 1917 году на заводе работали 3 тыс. рабочих (в том числе, 40 большевиков). 7 сентября 1917 в ответ на распоряжение дирекции завода о закрытии завода фабрично-заводской комитет рабочих и служащих принял решение продолжить производство и возложил управление заводом на специальную комиссию.
В 1917 году рабочие завода принимали участие в формировании отрядов Красной гвардии (в общей сложности, за период гражданской войны в Красную гвардию и Красную армию вступили несколько сотен рабочих завода).

### 1918—1991
4 (17) января 1918 года ввиду того, что правление товарищества М. Гельферих-Саде объявило о закрытии завода и, оставив главную квартиру в Харькове, переехало в Ростов-на-Дону к генералу Каледину, СНК РСФСР принял постановление о национализации завода с целью обеспечить продолжение работы завода, после чего заводоуправление возглавил рабочий завода В. Вижуков (электрик по специальности). Завод стал первым национализированным промышленным предприятием Харькова.
Сформированный из рабочих завода отряд Красной гвардии участвовал в боях против наступавших немецких войск и войск Центральной рады, которые заняли Харьков 8 апреля 1918 года.
В дальнейшем, свыше тысячи рабочих завода, оставшихся в городе, были уволены (некоторые из них участвовали в подпольной деятельности, а также в вооружённом восстании, начавшемся с приближением к городу Красной Армии).
3 января 1919 года в Харькове была восстановлена Советская власть, завод возобновил деятельность и участвовал в выполнении военных заказов. В связи с дефицитом электроэнергии и сырья в 1919 году работали только три цеха завода.
После начала наступления ВСЮР, в мае 1919 года 80 % всех рабочих завода (1 тыс. человек) были мобилизованы в РККА.
С 24 июня по 12 декабря 1919 года Харьков находился под контролем армии Деникина.
После 12 декабря 1919 года завод возобновил выполнение военных заказов для РККА (здесь был отремонтирован бронепоезд, освоен ремонт артиллерийских орудий и пулемётов).
В 1920 году общая численность рабочих завода составляла 800 человек (из них 16 коммунистов и 25 комсомольцев).
После окончания гражданской войны завод был реконструирован.
В 1922 году завод получил новое название: 1-й государственный завод сельскохозяйственного машиностроения «Серп и молот». Также, в 1922 году был построен стадион «Серп и молот».
В 1923 году в состав завода «Серп и молот» была включена промышленная инфраструктура бывшего завода сельскохозяйственных машин Мельгозе.
К концу 1925 года довоенные производственные мощности завода были восстановлены. В 1926 году на заводе были созданы первые ударные бригады.
В 1927/1928 году 88,3 % выпускаемой заводом продукции составлял ручной и конный сельхозинвентарь.
К 1928 году по объёмам выпуска продукции завод на 83 % превысил уровень довоенного 1913 года.
В ходе индустриализации СССР завод был реконструирован по проекту проектного института «Гипротракторосельхозмаш».
В первые пятилетки завод освоил производство тракторных молотилок, к 1935 году завод (численность работников которого увеличилась до 8869 человек) полностью перешёл на их производство. Также, в 1929—1940 гг. заводом было освоено производство свеклокопателей и зерноочистительных машин.
В 1931-33 годах завод выпускал мотоциклы ХМЗ-1М, выпустив их общим количеством порядка 4000 шт.
Перед самой войной наспех образованный Главмотовелопром срочно раздал задание своим предприятиям выпускать армейский мотоцикл М-72, скопированный с немецкого BMW R71. Выпускать его поручили в Харькове сельскохозяйственному заводу «Серп и молот», который переименовали в Харьковский мотоциклетный завод (ХМЗ).
После начала Великой Отечественной войны завод сразу был привлечён к выпуску продукции военного назначения; с приближением линии фронта была проведена эвакуация заводского оборудования в Саратов (где в результате объединения саратовского завода «Сотрудник революции», харьковского завода «Серп и молот» и части коллектива саратовского завода «Трактородеталь» был создан саратовский завод «Серп и молот»). В ходе боевых действий и в период оккупации производственные помещения завода были разрушены, но после освобождения Харькова завод был восстановлен и в 1944 года начал выпуск сельскохозяйственной техники.
В 1949 году на заводе «Серп и Молот» было создано специальное конструкторское бюро (СКБ) по двигателям для сельхозмашин.
В 1950 году завод начал массовое производство бензиновых двигателей для прицепных комбайнов.
В 1953 году на заводе были начаты работы по созданию первого в СССР лёгкого дизельного двигателя для сельхозмашин мощностью 48 кВт (серийное производство двигателя СМД-7 началось в 1958 году, после завершения испытаний).
В 1958 году завод начал выпуск дизельных двигателей серии СМД для тракторов, комбайнов и иной техники.
В 1962 году завод освоил выпуск вихрекамерного дизеля СМД-14 мощностью 60 кВт.
25 июля 1966 года завод был награждён орденом Ленина.
1 июня 1967 года завод изготовил миллионный дизельный двигатель. В 1967 году производственные мощности завода включали в себя 39 автоматических и 125 поточных линий.
На 1971 год в составе завода было 14 основных и 12 вспомогательных цехов.
К началу 1974 года «Серп и молот» выпускал ежегодно около 190 тысяч двигателей более чем 100 модификаций различного назначения — для установки на лесопромышленные трактора, зерно- и кормоуборочные комбайны и другую технику.
В 1975 году завод стал головным предприятием производственного объединения «Серп и молот».
В 1977 году завод запустил в производство два новых четырехтактных 4-цилиндровых двигателя для комбайнов и сельскохозяйственной техники — СМД-19 и СМД-20.
В конце 70г.г. разработана концепция нового семейства 6-ми цилиндровых дизелей СМД-31, СДц/Сп = 120×140 мм, которые впоследствии выпускались в серийном производстве завода «СиМ» основные:
- двигатели СМД-31А мощностью 225 л. с. — для зерноуборочного комбайна «Дон-1500»;
- двигатели СМД-31, СМД-31.01 — для тракторного зерноуборочного комбайна «СК-10» и универсального энергетического средства (УЭС) «Полесье-250» мощностью 250 л. с.;
- двигатель СМД-31Б.04 — для кормоуборочного комбайна «ДОН-680» мощностью 280л. с.

Как надежные комбайновые двигатели семейства СМД31 они получили применение на комбайнах «Славутич», «Лан», «Олимп», «Обрий».
В плане опытно-конструкторских работ были разработаны варианты двигателей на базе СМД-31 для тракторов ХТЗ, дизельных электрических агрегатов и др. машин. Изготовлены опытные образцы, проведены эксплуатационные испытания, однако необходимость во внедрении отпала.
Возможность использования в качестве силового агрегата на грузовых автомобилях КамАЗ, КрАЗ и автобусах ЛАЗ подтвердили эксплуатационные испытания нескольких моделей мощностью 220—300 л. с. Последним акородом работ по созданию автомобильного двигателя на базе СМД-31 была разработана конструкция дизеля с горизонтальным расположением цилиндров мощности 300 л. с. Однако внедрение этих разработок в производство в экономических условиях последних лет 90-х годов оказались нереальным, так как собственного производства сцеплений и коробок передач не было, а закупка по импорту приводила к неконкурентности по цене силовых агрегатов.
Имели место и разработки 8-ми цилиндровых V-образных дизелей. Так, в 1979 г. был создан двигатель СМД-80 мощностью 220—250 л. с. на базе СМД-60 для гусеничных тракторов класса 3 и 5 т. Волгоградского и Алтайского тракторов. Изготовлены образцы, проводились испытания. В 1988 г. был разработан 8-ми цилиндровый дизель СМД с Дц * Sn= 120*140 мм мощностью 350—400 л. с. Этот двигатель в сравнении с СМД-80 имел некоторые конструктивные особенности: индивидуальные головки цилиндров на каждый цилиндр, турбокомпрессор на каждый ряд (2), двухконтурная система смазки и др. Изготовлены образцы, проведены стендовые испытания. Дальнейшие работы прекращены из-за прекращения производств на харьковских моторных заводах.
ГСКБД занималось созданием малолитражных двигателей. Первым направлением было создание типоразмерного ряда пусковых двигателей и редукторов для дизелей СМД и заводов отрасли. Агрегаты разработаны, доведены их конструкции и поставлены на производство на специализированных заводах:
- Харьковский завод пусковых двигателей;
- Гомельский завод пусковых двигателей;
- Алтайский завод агрегатов;
- Липецкий завод пусковых двигателей;
- Михайловский завод пусковых двигателей.

Двигатели созданы в одно-двухцилиндровом исполнениях. Мощность, развиваемая этими двигателями составляла 10-22 л. с.
Второе направление предусматривало создание семейства 2-х, 4-х и 6-ти цилиндровых малоразмерных дизелей с V-образным расположением цилиндров размерностью Д*5=82*88 мм для средств малой механизации. Двухцилиндровый дизель СМД-900 развивал мощность 13 л. с. и предназначался для трактора «Прикарпатец», «Карпатмашина», а также для самоходных шасси. Четырехцилиндровый дизель развивал мощность 30 л. с. и предназначался для транспортных средств. В дальнейшем его мощность была повышена до 50 л. с. за счет применения газотурбинного наддува. Началось освоение выпуска этих двигателей на ХЗТД.
Важным направлением в совместной деятельности ГСКБД с заводами «СиМ» и «ХЗТД» было освоение производства дизельных электроагрегатов.
| Марка дизеля                                                         | Мощность агрегата кВт | Завод — производитель |
| СМД — 900Э СМД — 11Д СМД — 15Э СМД — 19Э СМД — 17Э СМД — 31Э Д — 60Э | 8 30 60 50 100 60     | ХЗТД СиМ ХЗТД         |

Еще одно интересное направление — создание и производство дизельных агрегатов, представляющих собой компоновку на единой раме дизелей с блоком радиаторов, муфтой сцепления, приборной доской и др. элементами, обслуживающими работу дизелей.
«Плодовитость» харьковского машиностроения объясняется тесным сотрудничеством конструкторов ГСКБД и предприятий «СиМ» и ХЗТД. Огромные объемы производства двигателей на этих заводах возможны были лишь благодаря тесным кооперационным связям с более чем 40-ка заводами-смежниками, работающими по конструкторской документации ГСКБД.
К 1986 году три работника завода получили звание Героя Социалистического Труда.
В послевоенное время был создан большой музей истории завода «Серп и Молот».

### После 1991
С приобретением независимости Украины и началом экономического кризиса, в 1990-е, годы завод попал в тяжелейшую ситуацию и был преобразован в открытое акционерное общество. В значительной степени проблемы завода были связаны с низким качеством выпускаемой продукции, оказавшейся неконкурентоспособной в условиях рыночной экономики. Уставный фонд ОАО составил 2,43 млн гривен, из которых 63,59 % акций предприятия принадлежало государству, 26 % — лизинговой компании «Украгромашинвест». В 2002 году завод произвёл только 275 двигателей, при производственной мощности 200 тысяч двигателей в год.
Весной 2003 года была начата процедура банкротства завода. Осенью 2003 года один из цехов завода был продан за 8 млн гривен для погашения задолженности по заработной плате перед работниками завода.
Весной 2004 года финансово-экономическое положение было неудовлетворительным.
В марте 2005 года численность работников завода составляла 450 человек (в советское время на заводе работали 17 тысяч человек).
В июне 2005 года завод прекратил финансирование детской базы отдыха, ранее находившейся на балансе предприятия.
3 октября 2005 года хозяйственный суд Харьковской области признал банкротом завод «Серп и Молот».
В 2006 году компания ООО «Макрокап Девелопмент Украина» объявила о работе над проектом «Сити-парк „Серп и Молот“», в соответствии с которым предполагалось снести либо реконструировать часть помещений завода, чтобы разместить на бывшей территории завода офисные, жилые, производственные, складские, торговые и развлекательные объекты. Территория завода занимала площадь 50 га и расположена неподалёку от центра города на Московском проспекте.
31 марта 2008 года градостроительный совет Харькова утвердил проект реконструкции промзоны бывшего завода «Серп и Молот», где предполагалось построить новый жилищно-офисный микрорайон «Изумрудная долина». Однако в 2009 году решение о передаче в аренду земли под строительство микрорайона «Изумрудная долина» было отменено.
27 февраля 2013 года Кабинет министров Украины принял Государственную программу активизации развития экономики на 2013—2014 годы, в соответствии с которой предусматривалось создать в Харькове новый технологический комплекс производства современных готовых лекарственных средств на 800—1000 новых рабочих мест. В марте 2013 года власти Харьковской области предложили использовать для размещения комплекса территории бывшего ПО «Химпром» или бывшего завода «Серп и молот».
По состоянию на начало февраля 2014 года, планы по строительству микрорайона на территории завода «Серп и молот» осуществлены не были в связи с недостатком финансирования проекта.
4 октября 2015 года здания завода были взорваны, с 2017 г. земля была передана под юрисдикцию харьковского городского совета, после чего на территории бывшего завода была огранизована незаконная свалка строительного мусора размером 8 Га.
С 1996 по нынешнее время, сборкой и капитальным ремонтом двигателей СМД, занимается Харьковское предприятия «НПФ ОЗОН-ЛТД»

## Продукция
Завод «Серп и молот» выпускал самые массовые дизельные двигатели семейства СМД для сельскохозяйственной техники — зерноуборочных, кормоуборочных и кукурузоуборочных комбайнов, для тракторов различного тягового класса производства Харьковского, Волгоградского, Онежского тракторных заводов, а также для различной дорожно-строительной техники.
В последние годы завод производил следующие модели двигателей:
безнаддувные 4-х цилиндровые двигатели:
- СМД-15Н.08 и СМД-15Н.09 мощностью 68 л. с. для трактора «ЮМЗ» г. Днепропетровск;
- СМД-14Н.02, СМД-14Н.10; СМД-14Н.16 для различной дорожной и строительной техники: асфальтоукладчики, дорожные катки и погрузчики;

4-х цилиндровые двигатели с турбонаддувом:
- СМД-18Н, СМД-18Н.01 мощностью 100 л. с. для тракторов ДТ-75 «ВгТЗ» г. Волгоград и лесохозяйственных тракторов ТДТ-55 и ЛХТ-55 «ОТЗ» г. Петрозаводск;
- СМД-17Н для экскаваторов «АТЭК» г. Киев;

4-х цилиндровые двигатели с турбонаддувом и охлаждением наддувочного воздуха:
- СМД-19Т.02 мощностью 120/145 л. с. для трактора ХТЗ-120;
- СМД-19Т.05 мощностью 145 л. с. для фронтального погрузчика Т-156 «ХТЗ» г. Харьков;
- СМД-20Т.04 мощностью 125 л.с для тракторов ТБ-1М и ТЛТ-100 «ОТЗ» г. Петрозаводск;
- СМД-21, СМД-22 и СМД-22А мощностью 145 л.с для зерноуборочных комбайнов СК-5М «Нива», СКД-6М «Енисей-1200».

6-ти цилиндровые двигатели с турбонаддувом и охлаждением наддувочного воздуха:
- СМД-31А мощностью 235 л. с. для зерноуборочного комбайна «Дон-1500» АО «Ростсельмаш» г. Ростов;
- СМД-31.16 мощностью 265 л. с. для зерноуборочного комбайна КЗС-9 «Славутич» АО «Херсонские комбайны» г. Херсон;
- СМД-31.20 мощностью 230 л. с. для зерноуборочного комбайна «Обрий» ГП «Завод имени Малышева» г. Харьков.

## Государственные награды
- орден Ленина (1966)[1][5]
- орден Октябрьской Революции (1971)[1][5]
- орден Трудового Красного Знамени (1982)[1]